# Mai Shiranui
Mai Shiranui (不知火 舞?, Shiranui Mai) è un personaggio immaginario appartenente alle serie di videogiochi picchiaduro Fatal Fury e The King of Fighters. Fa la sua prima apparizione nel videogioco arcade Fatal Fury 2 pubblicato da SNK nel 1992. Personaggio giocante in oltre 30 titoli, è considerata uno dei personaggi più riconoscibili della serie Fatal Fury.
Nipote di Hanzo Shiranui, è esperta di ninjitsu e ha avuto una relazione con il lottatore Andy Bogard.

## Apparizioni

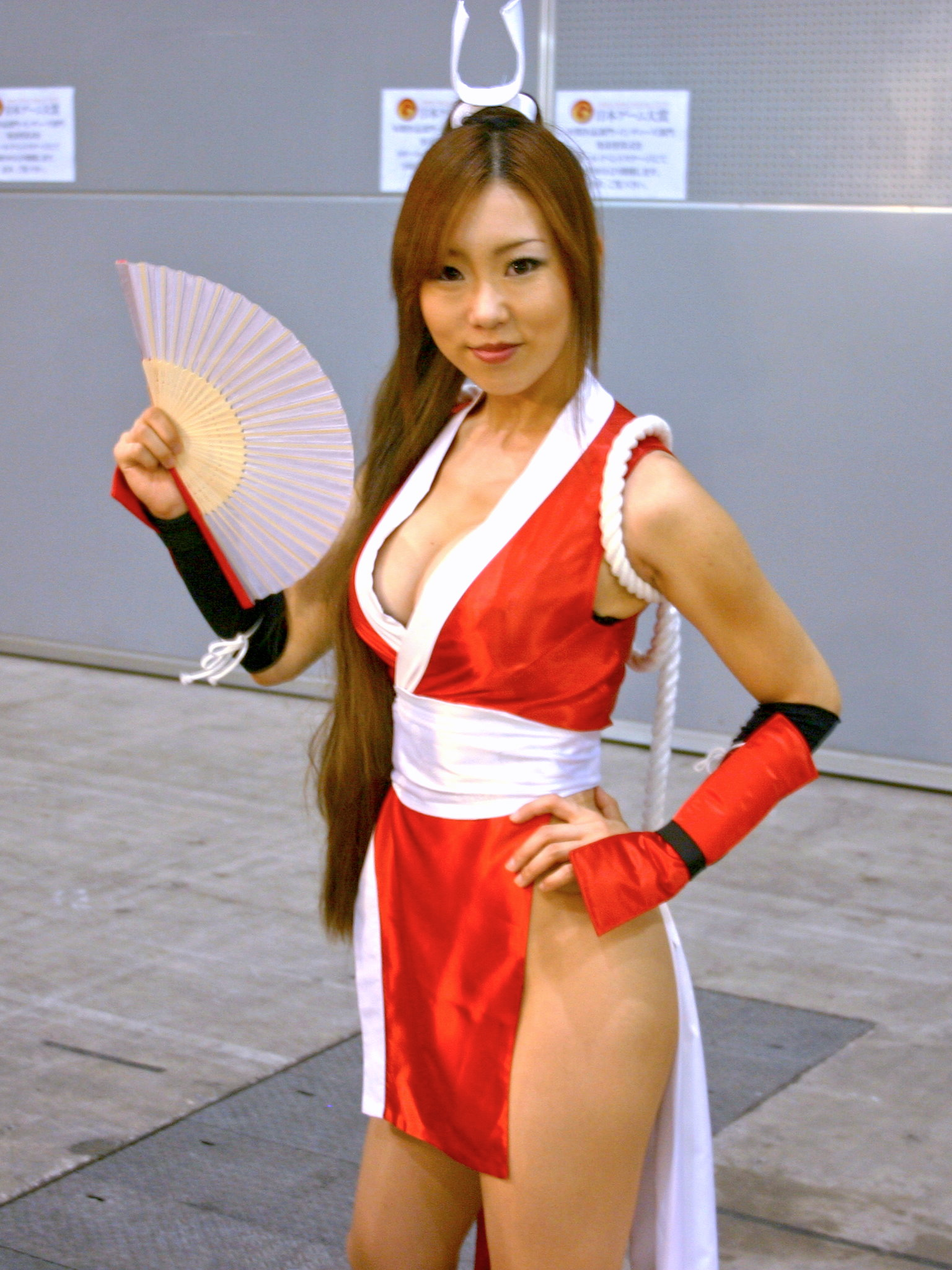
Cosplayer di Mai Shiranui

### Videogiochi
Mai Shiranui compare per la prima volta in Fatal Fury 2, per aiutare Andy Bogard nel nuovo torneo di arti marziali organizzato da Wolfgang Krauser. Viene sconfitta da Lawrence Blood, guardia del corpo di Krauser e catturata per attirare Andy. Nei capitoli successivi, Fatal Fury 3 e Real Bout Fatal Fury, raccoglie informazioni per aiutare i fratelli Bogard nella lotta contro Geese Howard, il criminale che ha ucciso il loro padre Jeff. Appare infine in Real Bout Fatal Fury Special, Real Bout Fatal Fury 2: The Newcomers e Fatal Fury: City of the Wolves.
Nella serie The King of Fighters compare in diverse edizioni in formazioni formate da sole donne, fatta eccezione in The King of Fighters '99 dove si allea con Terry, Andy, e Joe Higashi nel team Fatal Fury in quanto il torneo si espande a quattro componenti per squadra.
Mai Shiranui è un personaggio giocabile anche in SNK vs. Capcom: The Match of the Millennium, Capcom vs. SNK, Capcom vs. SNK 2, SNK vs. Capcom: SVC Chaos, NeoGeo Battle Coliseum e SNK Heroines: Tag Team Frenzy, oltre ad essere un personaggio DLC in Dead or Alive 5 Last Round , Dead or Alive 6 e Street Fighter 6.

### Serie animata
Mai Shiranui ha fatto la sua prima apparizione nell'anime Fatal Fury 2 - La sfida di Wolfgang Krauser, dove segue Andy alla ricerca di Krauser in Germania. Viene attaccata da Lawrence Blood, ma Andy lo sconfigge e la salva. In Fatal Fury: The Motion Picture, Mai è presente con Terry, Andy e Joe quando Sulia dà loro la ricerca per trovare l'armatura di Marte e fermare suo fratello Laocorn Gaudeamus. Dopo che Hauer non riesce a sedurre Mai, la prende in ostaggio dopo una lotta, ma lei è ancora una volta salvata da Andy. Mai poi sconfigge Penny e partecipa alla battaglia finale contro Laocorn, che termina con Laocorn morire per salvarla dal dio della guerra, Marte.

## Accoglienza
Retrospettivamente, la rivista Famitsū ha classificato Mai Shiranui come l'undicesima eroina più famosa dei videogiochi degli anni '90.